# Casa Raurés
La Casa Raurés és una obra neoclàssica de Capellades (Anoia) protegida com a Bé Cultural d'Interès Local. Es tracta d'un edifici residencial, situat al carrer Sant Francesc,79-81 de Capellades.

## Descripció
Edifici situat al carrer Sant Francesc. Es tracta d'una construcció representativa de l'arquitectura eclèctica característica de la segona meitat del segle xix. Casa de tres pisos, dividida, a nivell de façana, al primer i segon pis, per 4 pilastres arrebossades amb capitell jònic que emmarquen les portes dels balcons. Aquestes portes tenen un arc recte amb dos lobulats a cada banda, així com les diminutes finestres de sota la cornisa i que semblen correspondre a una golfa.

## Història
Segons la Matriu Cadastral realitzada el 1851 per l'agrimensor Rómulo Zaragoza, l'espai ocupat per aquest edifici es trobava encara sense edificar. Per tant, la datació de la seva construcció s'hauria de situar a la segona meitat del segle xix. El 1906, els llavors número 81, 83 i 85 del carrer Sant Francesc eren propietat de Ramona Raurés i de Casanoves, que vivia Barcelona, però era originària d'Igualada.